# Percivalle Doria

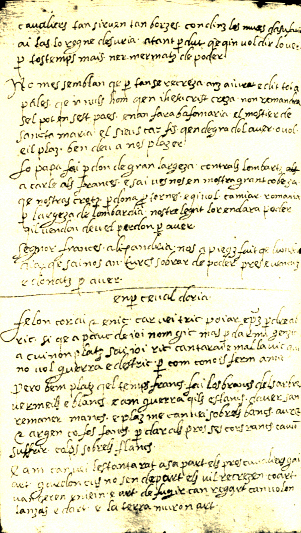
El sirventès Felon cor ai et enic en el cançoner a¹

Percivalle Doria (en occità Perceval Doria) (Gènova, ca. 1195- Arrone, 1264) fou un militar i trobador italià, del qual ens han pervingut poesies tant en italià com en occità.

## Vida
Percivalle Doria, possiblement de la influent família genovesa dels Doria, està documentat des de 1228 com a podestà de nombroses ciutats tan norditalianes (Asti 1228, Parma 1243) com també occitanes (Arle 1231, Avinyó 1233, 1237), on hauria entrat en contacte amb la llengua i la poesia trobadoresca. Percivalle era un gibel·lí i Manfred de Sicília el feu vicari general d'Ancona i Spoleto (1255) i de la Romanya (1258). Comandà diverses accions bèl·liques, com la destrucció de Spoleto el 1259, i morí ofegat en el riu Nera di Narco el 1264 quan el creuava comandant un exèrcit per anar en ajuda de Manfred contra els exèrcits del Papa i de Carles d'Anjou.

## Obra

### En occità
- (371,1)[1] Felon cor ai et enic (sirventès en elogi de Manfred de Sicília)
- (371,2 = 149a,1) Per aqest cors, del teu trip (tençó amb Felip de Valenza, personatge altrament desconegut)

### En italià
- Amor m'ave priso
- Come lo giorno quando è al mattino[2]

### Repertoris
- Alfred Pillet / Henry Carstens, Bibliographie der Troubadours von Dr. Alfred Pillet […] ergänzt, weitergeführt und herausgegeben von Dr. Henry Carstens. Halle : Niemeyer, 1933 [Perceval Doria és el número PC 371]